# Matthias Horbelt
Matthias Horbelt (* 24. Juni 1968 in Schweinfurt) ist ein deutscher Schauspieler und Filmemacher. Davor war er Sänger und Gitarrist der Punkband Torso.

## Leben und Wirken
Matthias Horbelt brach im Alter von 17 Jahren die Schulausbildung am Hans Grüninger Gymnasium in Markgröningen ab. Er gründete die Punkband Torso, in der er als Sänger und Gitarrist fungierte. Parallel dazu absolvierte er eine Schreinerlehre, die er mit dem Gesellenbrief abschloss. Später holte er sein Abitur an der Technischen Oberschule in Stuttgart nach.
1993 löste er die Band auf und begann im selben Jahr ein Schauspielstudium an der Hochschule für Musik und Theater Rostock, das er 1997 mit Diplom abschloss.
Vom Schauspielhaus Kiel über die Landesbühne Hannover bis zum Städtebundtheater Hof war er danach an verschiedenen Bühnen engagiert. Er verkörperte unter anderem Rollen wie Shakespeares Othello, Cheech in Bullets over Broadway oder den Herzog von Alba in Schillers Don Carlos. Von 2009 bis 2018 war auf zahlreichen Tourneen unter anderem mit dem Stück Endlich frei – die Nelson Mandela Story, das mehrfach für den Inthega Preis nominiert war.
Darüber hinaus stand er für Fernsehfilme wie Die Stimmen und Jahrestage für Margarethe von Trotta, Kinofilme wie Cypress oder Deadline – das Film Musikill und Serien wie Ihr Auftrag, Pater Castell oder SOKO 5113 vor der Kamera.

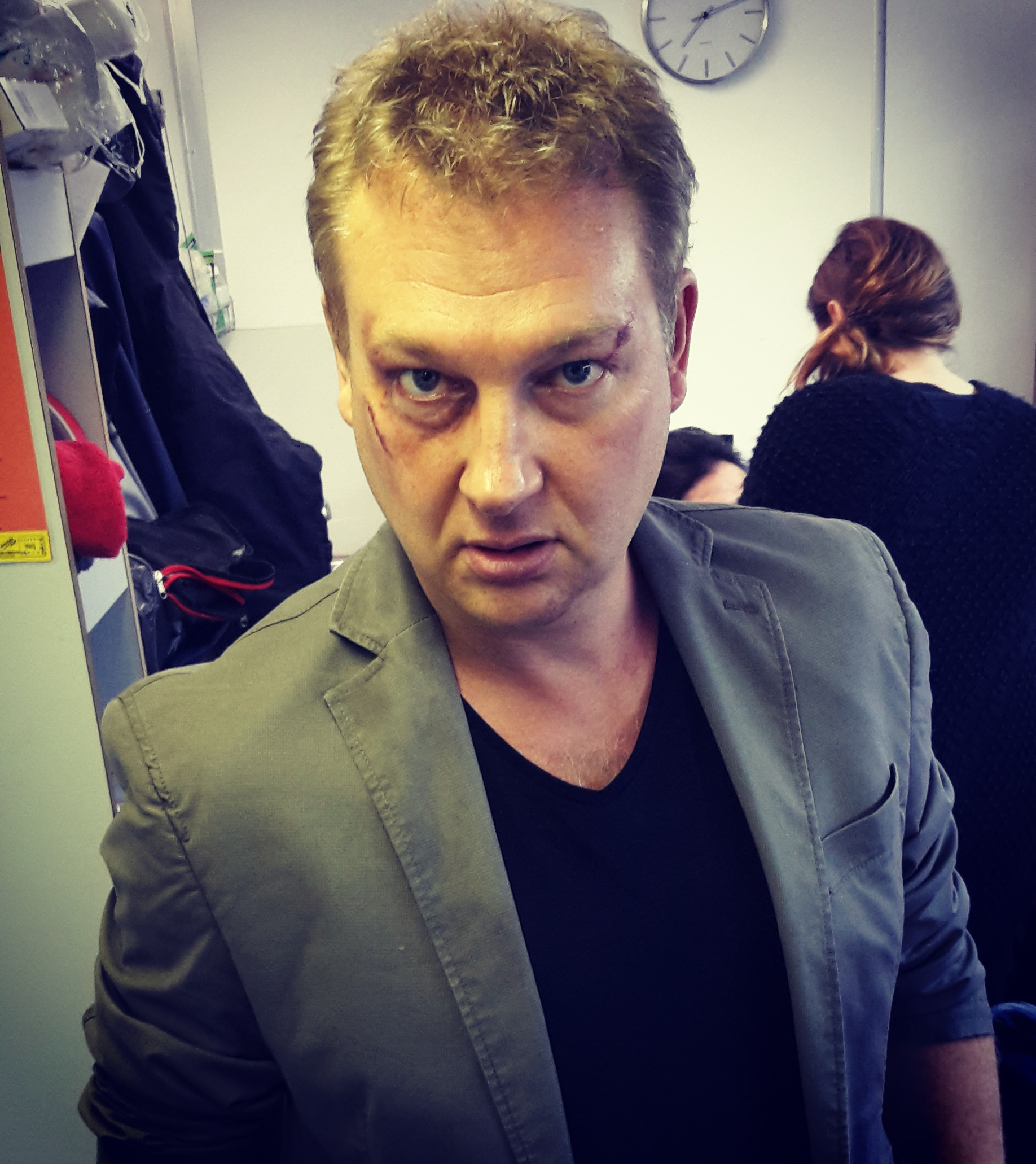
Matthias Horbelt 2020 bei Dreharbeiten zur ZDF-Serie "Die Chefin"

Von 2003 bis 2004 war Matthias Horbelt als Moderator der Morgenwelle auf dem Münchner Sender Radio 2Day zu hören.
2005 gründete er die Filmproduktionsfirma horbelt-film. Er hat seitdem über 100 Imagefilme und Kurzdokumentationen produziert, außerdem Kurzfilme und Webserien. Er behandelt dabei neben fiktionalen Inhalten oft das Thema Umweltschutz und regenerative Energien und arbeitet hier seit vielen Jahren mit dem dreifachen Rodel-Olympiasieger Georg Hackl zusammen.

## Filmografie (Auswahl)
- 1997: Das Versprechen
- 1999: Czarna
- 1999: Jahrestage
- 2001: Die Kumpel
- 2002: Die Stimmen
- 2002: Die to live – Das Musikill
- 2002: Streit um drei
- 2003: Aktenzeichen XY
- 2004: Cypress
- 2007: Vertrauter Feind
- 2008: Exsolutio
- 2009: Ihr Auftrag, Pater Castell
- 2010: Deaf blues
- 2011: Hand aufs Herz
- 2012: Mitfahrgelegenheit
- 2013: SOKO 5113
- 2016: Die Chefin
- 2018: Aktenzeichen XY
- 2020: SOKO München – Countdown
- 2022: Die Finsternis

## Theater (Auswahl)
- 1995: „Romeo und Julia“ (Volkstheater Rostock)
- 1996: „Othello“ (Volkstheater Rostock)
- 1996: „Die Abenteuer des Santa Claus“ (Volkstheater Rostock)
- 1997: „Die Räuber“ (Landesbühne Hannover)
- 1997: „Piaf“ (Städtebundtheater Hof)
- 1998: „Ein Sommernachtstraum“ (Landesbühne Hannover)
- 1998: „Furcht und Elend des III. Reiches“ (Landesbühne Hannover)
- 1998: „Ende gut – Alles gut“ (Landesbühne Hannover)
- 1999: „Der eingebildete Kranke“ (Landesbühne Hannover)
- 2000: „Des Teufels General“ (Schlosstheater Celle)
- 2000: „Außer Kontrolle“ (Schauspielhaus Kiel)
- 2001: „Kugeln überm Broadway“ (Schlosstheater Celle)
- 2002: „Corpus Christi“ (Theaterhaus Köln)
- 2003: „Shoppen und Ficken“ (Theaterhaus Köln)
- 2008: „König UBU“ (Kammerspiele München)
- 2008: „Betty Boop“ (Theater Halle 7 München)
- 2008: „Ressource Liebe“ (Theater Halle 7 München)
- 2009: „Endlich frei“ (Theatergastspiele Kempf / Tournee)
- 2011: „Bungee Jumping“ (Theaterakademie München)
- 2012: „Ersatzbank“ (Schaukasten Puchheim)
- 2013: „Der gestiefelte Kater“ (Altmühlsee Festspiele)
- 2014: „Don Carlos“ (Theatergastspiele Kempf / Tournee)
- 2015: „Die Eule und das Kätzchen“ (Mephisto Theater Konstanz)
- 2017: „Ein Weichei zum Verlieben“ (Theaterschiff Stuttgart / Komödie Wuppertal)
- 2018: „NippleJesus“ (Kulturcentrum Puchheim / Tournee)

## Eigene Produktionen (Auswahl)
- 2006: Kurzfilm Im Hinterhaus
- 2013: Webserie Gefangen in Puchheim
- 2014: Webserie Unterm Birnbaum in Puchheim
- 2015: Webserie Kasimir und Karoline
- 2018: Unterrichtsfilm Schüler erklären Rodellegende Georg Hackl die Erneuerbaren Energien
- 2022: Kurzspielfilm ´´Die Finsternis´´